# Ичийоо Хигучи
Ичийоо Хигучи (на японски: 樋口 一葉 Higuchi Ichiyō) е японска поетеса и писателка на произведения в жанра съвременен разказ и лиричната поезия танка. Тя е една от първите видни писатели в периода Мейджи (1868 – 1912) и първата писателка на съвременна Япония.

## Биография и творчество
Ичийоо Хигучи, с рожд. име Натсуко Хигучи, е родена на 2 май 1872 г. в Токио, Япония. Баща ѝ си купува ниска самурайска позиция, но я губи, после работи за общинската администрация, откъдето е освободен, след което инвестира всички спестявания на семейството в бизнес начинание, което не успява. На 14 години тя започва да изучава класическата поезия на консервативните дворцови поети от периода Хеян в една от най-добрите поетични консерватории – Хагиноя, където има седмични уроци по поезия, лекции по японска литература, както и месечни конкурси за поезия за всички студенти. Скромна и дребна, та се чувства неудобно сред другите студенти, голяма част от които идват от висшата класа. Баща ѝ умира през 1889 г.
През 1891 г. започва да си води дневник, в който на стотици страници в следващите 5 години описва живота си като част от роман, отразявайки чувствата си на социална непълноценност и плахост, в условията на растящата бедност на семейството. През 1892 г. виждайки успеха на съученика си Кахо Танабе, който е написал роман, сама решава да пише, за да подпомага семейството си. Започва да пише кратки разкази в характерен за нея стил на поетична проза. Влюбва се в редактора си, но любовта ѝ е несподелена, което оказва силно влияние върху творчеството ѝ. Историите ѝ често включват любовен триъгълник и несподелена любов.
Първите ѝ разкази, които са повлияни от класическата литература и поезия, са публикувани през 1892 г. в малкия вестник „Мисашино“. Развивайки се бързо като писател, след 9 месеца е публикувана в престижното списание „Мияко но хана“.
През 1893 г. семейството се премества в беден квартал на Токио в близост до „квартала на червените фенери“ Йошивара, където отваря книжарница. Впечатленията, които получава от живота в него, влага в по-късните си разкази, като „Takekurabe“. Голяма част от разказите ѝ отразяват живота на хората от нишата класа, с подчертано състрадание и чувствителност, с което тя става известна. Творчеството ѝ е харесвано и тя е посещавана от други писатели. Някои от най-известните ѝ разкази са екранизирани.
Заради влошените условия на живот тя заболява от туберкулоза. Ичийоо Хигучи умира на 23 ноември 1896 г. в Токио.
За литературните ѝ постижения в нейна чест през 1961 г. в Токио е открит музей на жените писателки, който през 2006 г. е новопостроен. От 2004 г. тя е изобразена на банкнотите от 5000 йени.

## Произведения
- Yamizakura, 闇桜 (1892)
- Tamakeyaki, たま欅 (1892)
- Samidare, 五月雨 (1892)
- Kyōzukue, 経づくえ (1892)
- Umoregi, うもれ木 (1892)
- Akatsukizukuyo, 暁月夜 (1893)
- Yuki no hi, 雪の日 (1893)
- Koto no ne, 琴の音 (1893)
- Yamiyo, やみ夜 (1894)
- Ōtsugomori, 大つごもり (1894)
- Takekurabe, たけくらべ (1895-1896)
- Nokimoru tsuki, 軒もる月 (1895)
- Yuku kumo, ゆく雲 (1895)
- Utsusemi, うつせみ (1895)
- Nigorie, にごりえ (1895)
- Ame no yo, 雨の夜 (1895)
- Tsuki no yo, 月の夜 (1895)
- Jūsan’ya, 十三夜 (1895)
- Wakaremichi, わかれ道 (1896)
- Ware kara, われから (1896)

### Издадени в България
- Съзряването в „Японски разкази“, изд.: „Народна култура“, София (1973), прев. Христо Кънев

### Екранизации
- 1953 Nigorie